# Szkarłatna wdowa
Szkarłatna wdowa to amerykański serial, wyprodukowany przez ABC Studios, Endemol oraz Tall Girls Productions i emitowany w stacji ABC od 3 marca 2013 roku. W Polsce serial miał swoją premierę 14 marca 2013 na kanale Fox Life
10 maja 2013 ABC anulowało serial po pierwszym sezonie.

## Fabuła
Marta Walraven, gospodyni z Północnej Kalifornii, aby ochronić swoją rodzinę, przejmuje interesy swojego zmarłego męża – kryminalisty.

## Obsada
- Radha Mitchell jako Marta Walraven
- Luke Goss jako Luther
- Jaime Ray Newman jako Katrina "Kat" Lazarev
- Rade Šerbedžija jako Andrei Lazarev
- Lee Tergesen jako Steven Tomlin
- Sterling Beaumon jako Gabriel Walraven
- Wil Traval jako Irwin Lazarev
- Jakob Salvati jako Boris Walraven
- Erin Moriarty jako Natalie Walraven
- Suleka Mathew jako Dina Tomlin
- Goran Višnjić jako Nikolae Schiller

## Gościnne występy[4]
- Anson Mount jako Evan Walraven,
- Erin Cahill jako Felicity,
- Edi Gathegi jako Leon,
- Natalija Nogulich jako Elena,
- Pedro Pascal jako Jay Castillo,
- Camille Sullivan jako Newton,
- Tanner Saunders jako Trent and
- Tom Pickett jako ?
- Rod Rowland jako Bob Lagrosse,
- Fernanda Andrade jako Eva Ramos,
- Danny Wattley jako Logan
- Terry Mullett jako ?

## Odcinki
| Sezon | Sezon | Odcinki | Oryginalna emisja | Oryginalna emisja | Oryginalna emisja | Oryginalna emisja | Oryginalna emisja |
| Sezon | Sezon | Odcinki | Premiera sezonu   | Finał sezonu      | Premiera sezonu   | Finał sezonu      |                   |
| ----- | ----- | ------- | ----------------- | ----------------- | ----------------- | ----------------- | ----------------- |
|       | 1     | 8       | 3 marca 2013      | 5 maja 2013       | 14 marca 2013     | 16 maja 2013      |                   |

### Sezon 1 (2013)
| # | Tytuł           | Polski tytuł | Reżyseria          | Scenariusz         | Premiera         | Premiera         |
| - | --------------- | ------------ | ------------------ | ------------------ | ---------------- | ---------------- |
| 1 | Pilot           | Morderstwo   | Mark Pellington    | Melissa Rosenberg  | 3 marca 2013     | 14 marca 2013    |
| 2 | The Contact     | Kontakt      | Dan Sackheim       | Melissa Rosenberg  | 3 marca 2013     | 21 marca 2013    |
| 3 | The Consignment | Przesyłka    | Terry McDonough    | Elizabeth Benjamin | 10 marca 2013    | 28 marca 2013    |
| 4 | The Escape      | Ucieczka     | Billy Gierhart     | Jameal Turner      | 17 marca 2013    | 4 kwietnia 2013  |
| 5 | The Recorder    | Nagranie     | Romeo Tirone       | Dana Baratta       | 24 marca 2013    | 11 kwietnia 2013 |
| 6 | The Captive     | Niewola      | Rosemary Rodriguez | Ryan Farley        | 31 marca 2013    | 18 kwietnia 2013 |
| 7 | The Coke        | Kokaina      | J. Miller Tobin    | Micah Schraft      | 28 kwietnia 2013 | 9 maja 2013      |
| 8 | The Hit         | Trafienie    | Alex Zakrzewski    | Chris Black        | 5 maja 2013      | 16 maja 2013     |